# Trdnjava Gori
Trdnjava Gori (gruzijsko: გორის ციხე, Goris Cihe) je srednjeveška citadela v Gruziji, ki stoji nad mestom Gori na skalnem griču.
Ker stoji na hribu, trdnjava posnema naravni relief, kar ji daje nepravilen videz. Glavni del zaseda celoten plato na vrhu, od koder se obzidje spušča po zahodnem pobočju do ceste. Prvotno se je obzidje  približalo reki in voda je bila speljana skozi predor, a se je reka sčasoma umaknila .
Trdnjava se prvič pojavlja v zapisih iz 13. stoletja, vendar arheološki dokazi kažejo, da je bilo območje že utrjeno v zadnjih stoletjih pred našim štetjem. Trdnjava je nadzirala glavne strateške in gospodarske poti in je imela velik garnizon. V 16. stoletju so jo osvojili Osmani. Leta 1598 so jo Gruzijci, ki jih je vodil kralj Simon I., devet mesecev oblegali brez uspeha; leta 1599 so v postnem času navidezno sprostili obleganje, preden so ponoči začeli nenapovedan napad, da bi si povrnili citadelo . Trdnjava je v 17. stoletju še večkrat spreminjala gospodarje med Gruzijci in Perzijci.
Citadela je današnjo obliko dobila pod gruzijskima kraljema Rostom Kartlijskim v 1630-ih in Heraklijem II. leta 1774. Po končani izgradnji je kralj Rostom zaprosil italijanskega misijonarja Cristophora Castellija, ki je živel v Goriju, da nariše trdnjavo. Njegova vrhunska ilustracija iz približno leta 1642 je še vedno pomemben zgodovinski dokument. Po ruski aneksiji Gruzije leta 1801 je trdnjavo zasedel ruski grenadirski bataljon, vendar se je njen pomen postopoma zmanjšal in utrdbe so propadle. Zemljevid mesta iz leta 1824 prikazuje citadelo, mesto na pobočju hriba in navadne mote okoli mesta. Britanska Encyclopædia Metropolitana je leta 1845 poročala:
Ob vznožju verige nizkih hribov iz peščenjaka stoji mesto in trdnjava Gori (morda Gursenna od Strabona), naslednje mesto po obsegu in pomenu za Tiflisom. Grad, podolgovat, dolg 200 korakov, postavljen šestnajst sežnjev nad nivo reke Liahvi, ki teče ob vznožju hriba, na katerem stoji, je zdaj opuščen, kapela v njegovem jugovzhodnem kotu je edini del v uporabi.
Trdnjava Gori je bila močno prizadeta zaradi potresa leta 1920. Najbolje ohranjena zgradba je Chra-kara ('devet-vratna'), ki gleda proti zahodu, na jugu in vzhodu pa meji na dodatne zidove.

## Galerija
- Trdnjava Gori, delo Cristofora Castellija, okoli 1642
- Trdnjava Gori
- Vratat v trdnjavo
- Pot do trdnjave
- Trdnjava Gori iz severa